# サミュエル・ウィルソン
サミュエル・ウィルソン（Samuel Wilson、1766年9月13日 - 1854年7月31日）とはアメリカ合衆国ニューヨーク州トロイ出身の精肉業者。合衆国を擬人化した呼び名である「アンクル・サム」のモデルとされる。

## 前半生
マサチューセッツ州アーリントン（当時西ケンブリッジ郡区メノトミー）にて、父エドワードと母ルーシー・ウィルソンとの間に生まれる。ウィルソン家はマサチューセッツ州ボストン最古の家族の1つとされ、直系の祖父ロバート・ウィルソンはスコットランドグリノック出身であった。幼少時、家族と共にニューハンプシャー州メイソンに転居した。
1789年22歳の時、当時27歳であった兄エベニーザーと連れ立ち、トロイまで徒歩で移動し、当地初の開拓入植者となった。トロイはハドソン川近傍に位置するため、初期の入植者にとっては格好の場とされたためである。兄弟は同棲生活を送り、事業を複数興しては成功を収めてゆく。両者は事業家のみならず市の関係者をも務め、なかんずくサミュエルは市政運営を任されることとなる。親切ゆえ知名度もあったため、この頃既にアンクル・サムの渾名を賜っていたという。

## 結婚と子ども
1797年ニューハンプシャー州メイソンに戻り、ベンジャミン・マン船長の娘であるベッツィー・マンと結婚。その後ポリー（1797年 - 1805年）、サミュエル（1800年 - 1807年）、ベンジャミン（1802年 - 1859年）、そしてアルバート（1805年 - 1866年）の4子を儲けることとなる。このうちベンジャミンは唯一結婚した子どもであった。メアリー・ウッドと結婚し、サラ、エリザベス、エマ、そしてマリオンの4子の親となった。

## 役職
ニューハンプシャー州メイソンに居住していた1781年3月2日、15歳で革命軍に入隊。任務は屠殺と精肉の他、畜牛の護衛や管理、柵の修繕であった。戦争中は精肉が優先されてゆくが、同年10月19日頃イギリス軍のチャールズ・コーンウォリス将軍がヴァージニア州ヨークタウンで降伏したことに伴い、任務が終了。
ニューヨーク州トロイへ戻った後、ハドソン川にこよなく近いアイダ山（現在のプロスペクトパーク）に土地を購入する。当地の土壌は滋味に富み、そこから煉瓦造りを思い立つ。これはサミュエル・ウィルソンにとって新規事業に他ならなかった。トロイの多くの歴史的建造物は、ウィルソンが造った煉瓦を含むほどの盛況ぶりで、外国産の煉瓦に依っていた18世紀当時としては画期的なことであった。
サミュエルと兄エベニーザーは1793年3月8日、ジェイコブ・ヴァンダーライデンから年間30シリングで土地を借り、食肉業を興すこととなる。兄弟は地の利を活かし船渠を築いており、ハドソン川への連絡の良さも相俟って、事業は軌道に乗る。
その後もトロイを開拓したのみならず、市政運営で活躍。1808年4月12日市政監督官に就き、その4日後には道路支配人（現在の道路長官）となった。

### 米英戦争
米英戦争中に果たした役割は、今日においても最も名高い。軍隊向けの食肉の供給に対する需要が著しく高まったためである。軍部はニューヨークのエルバート・アンダーソンジュニアと連絡を取り、ニューヨーク、ニュージャージー州両州で、1年間に必要な配給食料を全て取り揃えるよう請願。アンダーソンは10月6日、13日、そして20日の3週にわたり、契約を満たす広告を打つこととなる。
ウィルソンの食肉加工会社は、豚肉2000バーレルと牛肉3000バーレルの1年契約を取り交わす。200名もの従業員を擁したのはこの時期のことであった。サミュエル・ウィルソンは北軍で食肉検査官に任命され、食肉が新鮮であるかどうかと、適切に梱包されているかどうか、また樽が仕様に沿っているかどうかを検査する任務に就くこととなる。
どの樽にもラベルを貼る必要があり、「E.A.-U.S.」と刻印されてゆく。この刻印はアメリカ合衆国、エルバート・アンダーソン（Elbert Anderson, United States）の謂であった。ウィルソンの会社の食肉の圧倒的大部分は、ニューヨーク州グリーンブッシュの6000名もの兵士がいる兵站のそばまで輸送された。
グリーンブッシュに駐屯していた多くの兵士はトロイ市民であるため、食肉加工業を営んでいたのみならず、サム・ウィルソンと渾名のアンクル・サムを知っているか知り合いであった。これらの兵士は樽がトロイから送られてきたことを知るや、「U.S.」のスタンプとアンクル・サムを結び付けて考えるようになった。かくして軍の配給食料がそうであったように、同様のイニシャルが刻印された物は軒並み、サム・ウィルソンと結び付けられてゆく。

## 晩年と死後
1854年7月31日、87歳で死去。当初はアイダ山に埋葬されたものの、その後トロイ市内の墓所に移されている。アーリントンの出生地とトロイの埋葬地には記念碑が建てられており、メイソン時代に過ごした家の外には「サムの少年時代の家」と明記。
なお、アンクル・サムという語が文学で初めて使用されたのは、1816年にフレデリック・オーガスタス・フィドファディが著した寓話『失われた名誉を取り戻すアンクル・サムの冒険』であった。前述のサミュエル・ウィルソンにも言及しているのは言うまでもない。
第87回連邦議会は1961年9月15日、「連邦議会はアンクル・サムというアメリカの国家的象徴の生みの親として、ニューヨーク州トロイのサム・ウィルソンおじさんに敬意を表する」との決議文を採択している。
しかしながら、アンクル・サムという名前は早くも、1775年にはアメリカ独立戦争の叙情詩『ヤンキードゥードゥル』で言及されている。ただし、これが合衆国の比喩としてのアンクル・サムについて言及したものかどうかは不明。その上全体としては、ボストンでイギリス軍に悩まされている新興国（つまり植民地軍）の悪戦苦闘を嘲ったものであった。
アンクル・サムの図像を巡っては、常に論争が絶えない。国家的人物として最高の理想とされるためである。様々な図像が複数の画家により描かれてきたが、ジェームズ・モンゴメリー・フラッグが最も影響力を持つものと見られる。
ジェームズ・モンゴメリー・フラッグは1800年代末以降に活躍した政治風刺画家で、アンクル・サムの最も象徴的なポスターを作製したことでも知られる。白い顎髭を蓄えさせるなど、サムの図像の一新を図った他、星条旗を服装に加えることにより、現在に至るまで親しみのあるキャラクターを創り出した。
元々は「覚悟の程はいかが？」と題されたレズリーズウィークリー1916年7月6日号の表紙に描かれたもので、1917年から1918年にかけて400部が複製されることとなる。このポスターは合衆国の第一次世界大戦参戦に向けたプロパガンダとして機能してゆく。様々なキャプションと共に広く流布するが、「アメリカ合衆国軍にあなたが欲しい」というキャッチコピーが採用された際、その人気は最高潮に達する。

## ギャラリー

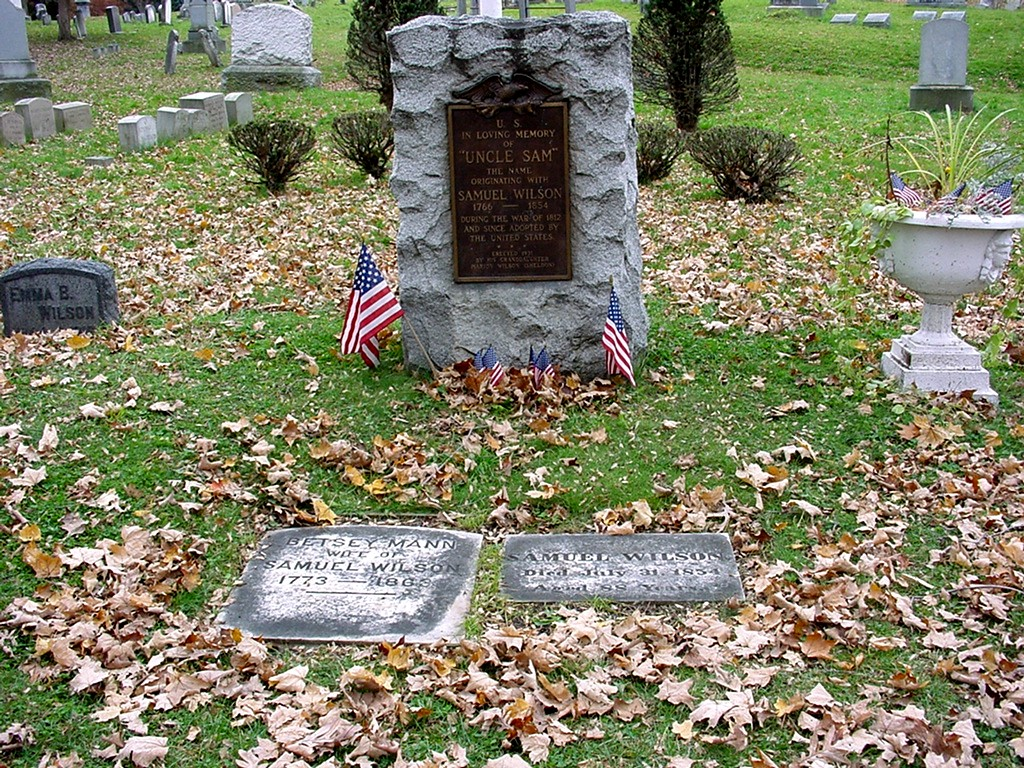
サム・ウィルソンの墓
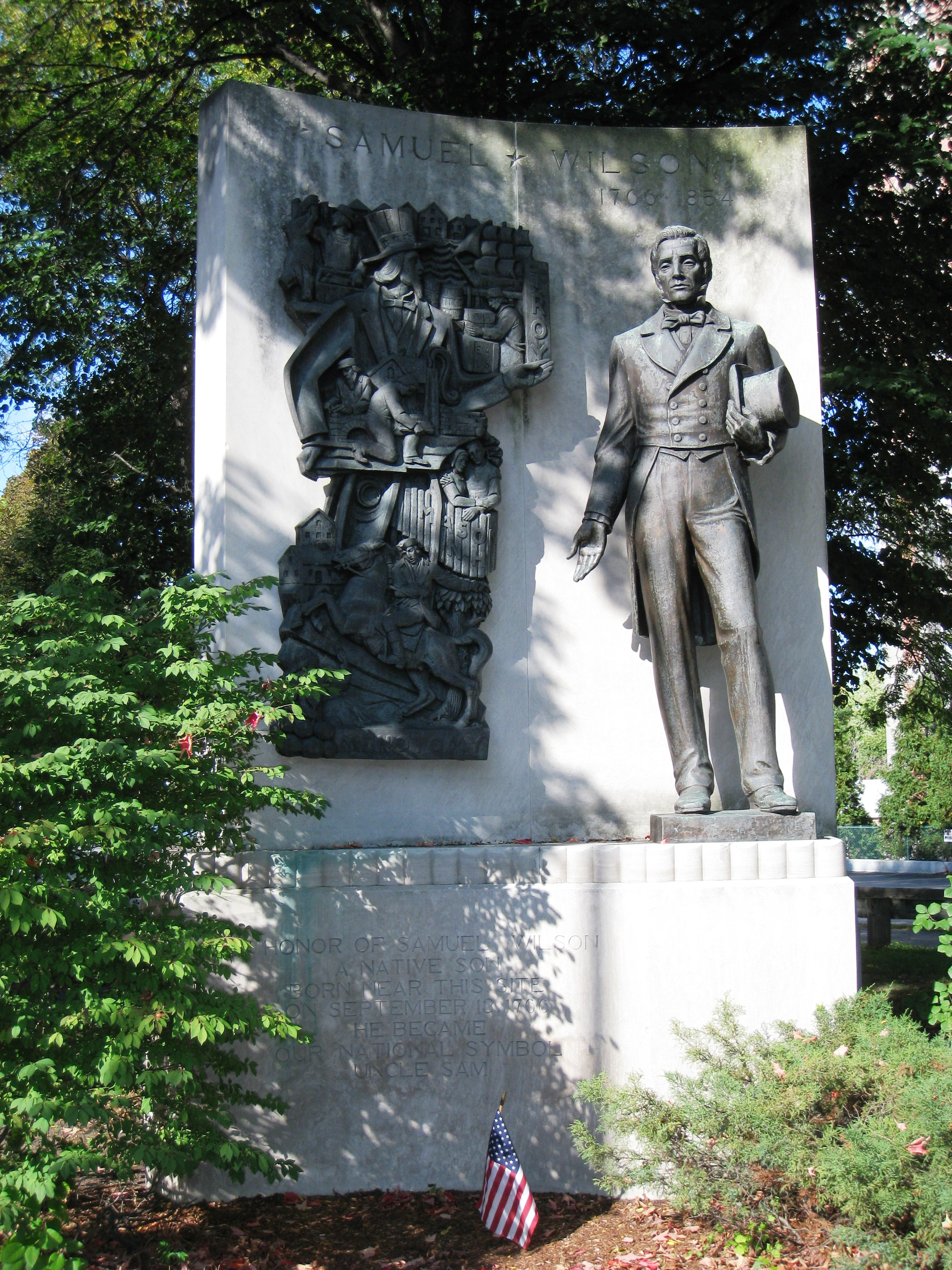
マサチューセッツ州アーリントンのアンクル・サム記念像
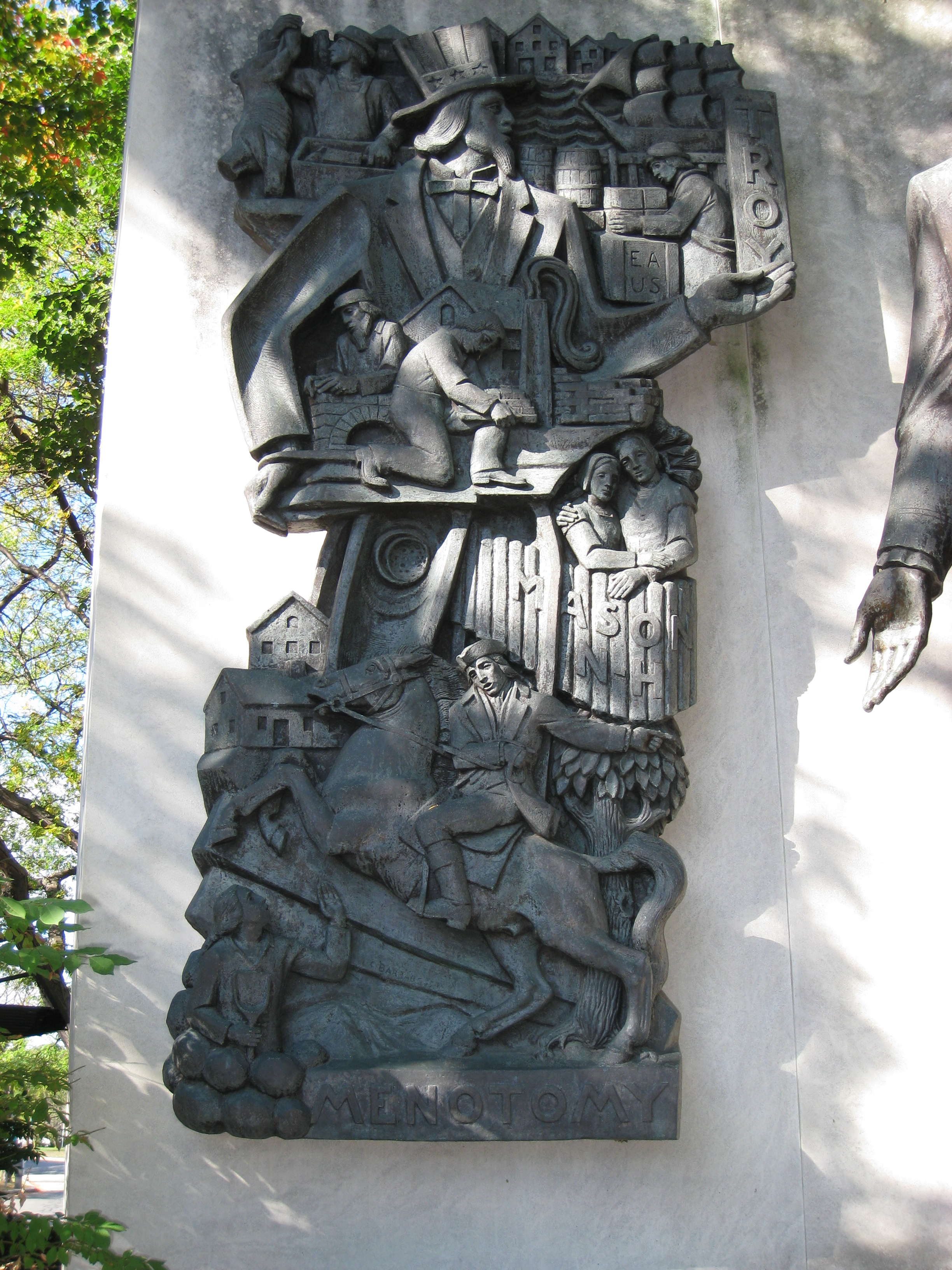
アンクル・サム像の細部
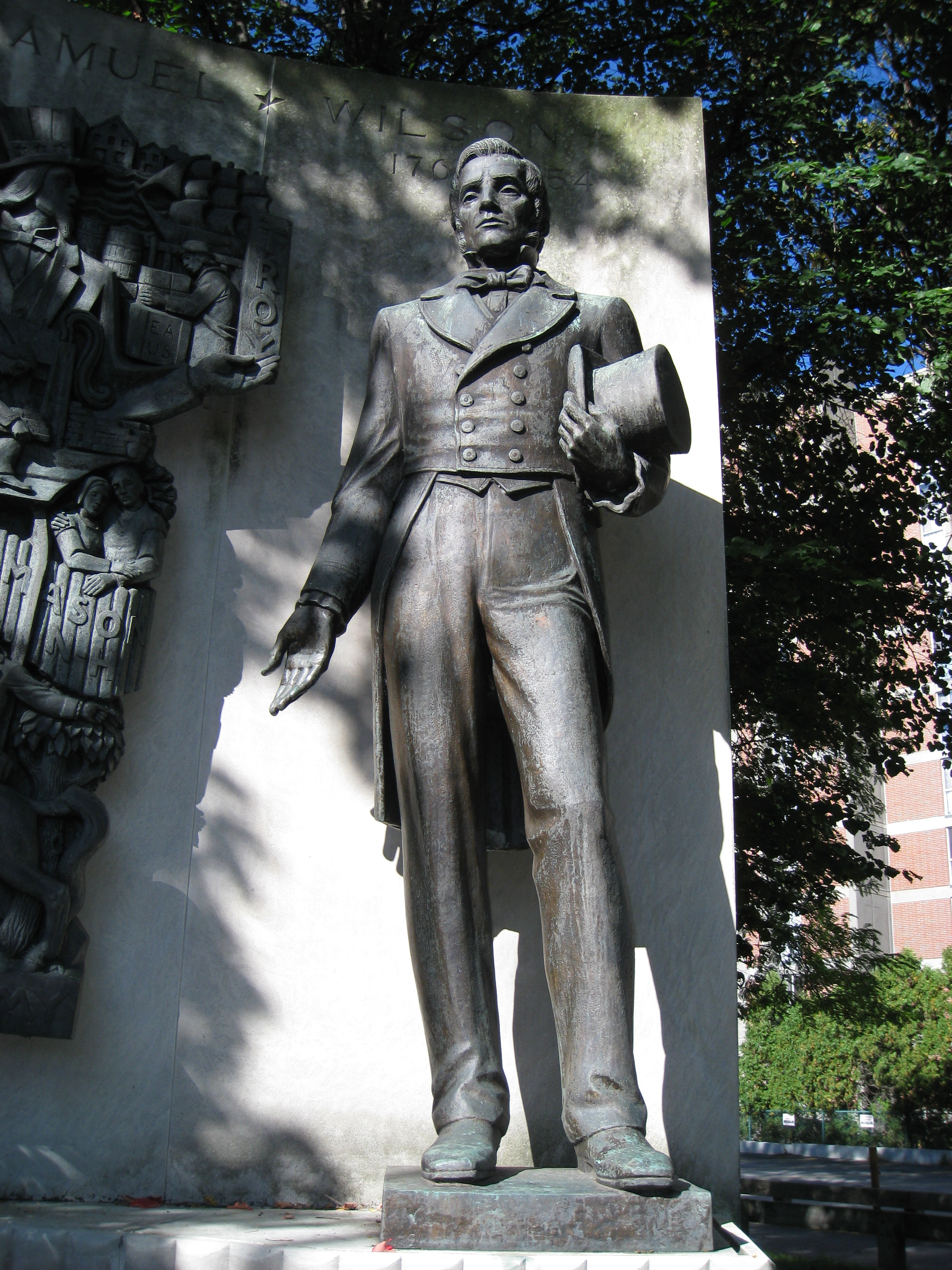
サミュエル・ウィルソンの細部